# Gregory Dark
Gregory Dark, född den 12 juli 1957 i Los Angeles, Kalifornien, är en amerikansk filmregissör, filmproducent, musikvideoregissör och manusförfattare.